# 유고슬라비아 왕자 토미슬라브
유고슬라비아 왕자 토미슬라브(Prince Tomislav of Yugoslavia, 1928년 1월 19일 ~ 2000년 7월 12일)은 유고슬라비아의 알렉산다르 1세 왕과 마리아 왕비의 둘째 아들인 카라조르제비치 가문의 일원이었다. 그는 유고슬라비아의 페타르 2세의 남동생이자 엘리자베스 2세 여왕과 에든버러 공작 필립의 전 조카였다.